# عدي ميلاغو
عدي ميلاغو (بالإنجليزية: Adi-mailagu)‏ هي شخصية أسطورية بولينيزية للشعب الفيجي. وهي إلهة السماء، والتي تتجسد كعذراءٍ أو عجوز شمطاء أو كرمة قديمة أو جرذ.